# Vanvitelliakvedukten
Vanvitelliakvedukten (eller Carolinoakvedukten) är en akvedukt som byggts för att förse Slottet i Caserta och San Leucio-komplexet med vatten från foten av Monte Taburno, från Fizzos källor, i Bucciano territorium, där den tas längs en vindlande 38 km lång väg (mestadels under marken).
Akvedukten beställdes av Karl av Bourbon och ritades av Luigi Vanvitelli (som har gett den sina två olika namn). Byggandet påbörjades 1753 och slutfördes med dess öppnande den 7 maj 1762.
Av särskilt arkitektoniskt värde är den helt bevarade 529 meter långa sektionen i tufa över Valle di Maddaloni mellan Monte Logano (i öster) och Monte Garzano (i väster) - denna sektion blev ett världsarv 1997 och är modellerad utifrån forntida romerska akvedukter. Den består av tre rader bågar och är 55,8 meter hög vid sin högsta punkt.